# Ernst van der Eyken
Ernst Jozef Leo van der Eyken (født 23. juli 1913 i Antwerpen, død 6. februar 2010 i Bruxelles, Belgien) var en belgisk komponist, dirigent og violinist.
Van der Eyken komponerede omtrent 120 værker i en flamsk stil som strakte sig fra post-romantisk til moderne i karakter.
Han har skrevet to symfonier, orkesterværker, kammermusik, korværker, klaver, orgelstykker og for scenen.

## Udvalgte værker
- Symfoni nr. 1 (1969) - for strygeorkester
- Symfoni nr. 2 (1975) - for orkester
- Klaverkoncert (1994) - for klaver og orkester
- Digtning (1938) - for strygeorkester
- Buffa overture (1936) - for kammerorkester
- Salmodia accorata (Inderlig salme) (1966) - for kammerorkester
- Elegi for Bieke (1984) - for strygeorkester